# Batalion Warszawski POW

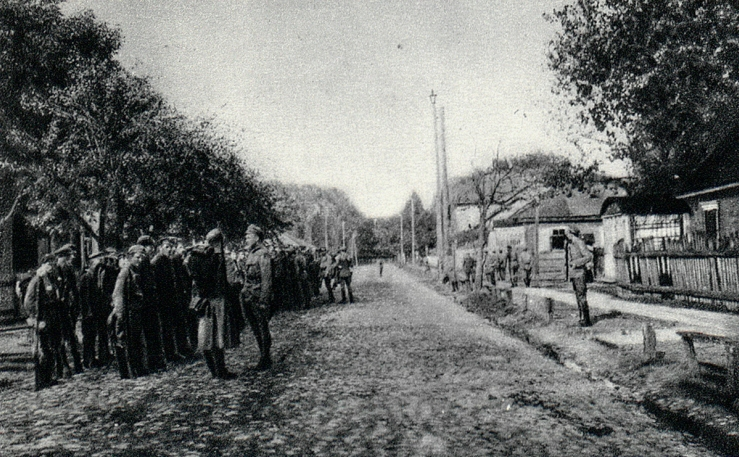
Zbiórka Batalionu Warszawskiego Polskiej Organizacji Wojskowej por. Tadeusza Żulińskiego w Kopytowie (koło Kodnia), w dniu dołączenia do I Brygady Legionów Polskich. 29 sierpnia 1915 roku

Batalion Warszawski Polskiej Organizacji Wojskowej – batalion zmobilizowany 5 sierpnia 1915 roku w Warszawie przez Komendę Naczelną POW, który zasilił I Brygadę Legionów Piłsudskiego.

## Historia
Wiosną 1915 roku Okręg Warszawski POW liczył kilkuset zakonspirowanych członków. W momencie wkroczenia Niemców do Warszawy 5 sierpnia 1915 roku na mocy rozkazu Józefa Piłsudskiego rozpoczęto jawną, formalną mobilizację w celu uzupełnienia kadr Legionów. Jak zanotował Bogusław Miedziński, ówczesny komendant Okręgu Warszawskiego POW, zezwolono „do szeregów skierować tylko tych członków organizacji, których nastawienie wyklucza po prostu trzymanie ich dłużej w konspiracji i powściągnięcie od udania się na front”. Batalion zasilili głównie warszawscy skauci i członkowie Organizacji Młodzieży Narodowej i słuchacze jej Wolnej Szkoły Wojskowej.
W tym dniu sztab POW zajął skrzydło Pałacu Namiestnikowskiego, a żołnierze zmobilizowanych sił POW zaciągnęli wartę przed budynkiem. 6 sierpnia sztab POW przeniósł się do budynku przy rogu ul. Wielkiej (obecnie ta część byłej ul. Wielkiej nosi nazwę Poznańskiej) i Żurawiej, była to była kwatera szefa żandarmerii rosyjskiej na generał-gubernatorstwo warszawskie.
Za zgodą przybyłego do Warszawy 15 sierpnia Komendanta ze zmobilizowanych sił POW został utworzony oddział marszowy, nazwany Batalionem Warszawskim, w sile 4 kompanii, liczący 330 ludzi. Piłsudski jednocześnie wstrzymał dalszą rekrutację.
Batalion ćwiczył żołnierzy w koszarach przy ul. Żurawiej (róg Wielkiej). Został błyskawicznie wyekwipowany (w większości w broń porosyjską) oraz umundurowany (często z własnych środków żołnierzy). Wiele kobiet, członkiń POW, natychmiast zaangażowało się w akcję ekwipunkową batalionu (m.in. Zofia Brzoskówna, Wanda Gertz, Jadwiga Nowicka). Batalion już 22 sierpnia wyruszył na front: 22 sierpnia Batalion zebrał się w szyku rozwiniętym na dzisiejszej ulicy Poznańskiej. Pierwsza kompania stanęła przy Żurawiej, dalsze kolejno w kierunku Alej Jerozolimskich. Batalion ruszył ul. Żurawią, ul. Książęcą i następnie przez most pontonowy przerzucony przez Niemców przez Wisłę, dalej szosą brzeską w kierunku Bugu. Po tygodniu intensywnego marszu Batalion Warszawski połączył się z I Brygadą Legionów Piłsudskiego 29 sierpnia 1915 roku, koło Kopytowa, gdzie został wcielony do Brygady i rozformowany.

## Niektórzy żołnierze Batalionu Warszawskiego
- Adam Borkiewicz
- Kazimierz Brauliński[2]
- Mariusz Buhardt (sekcyjny I plutonu 1 kompanii)
- Bronisław Chybowski[7]
- Jan Czarnocki[8]
- Wiesław Czermiński
- Wiktor Drymmer[9]
- Izydor Galiński
- Witold Gołębiowski
- Tadeusz Gutowski[2] (dowódca plutonu)
- Bolesław Heilpern
- Władysław Horyd (odkomenderowany do prac POW)
- Jerzy Jabłoński[10]
- Aleksander Jarzęcki[11]
- Janusz Jędrzejewicz[12]
- Wacław Jędrzejewicz (dowódca 4 kompanii batalionu)[1]
- Aleksander Klotz[13]
- Kochanowski[14]
- Franciszek Kominek[15]
- Konrad Libicki[16]
- Karol Lilienfeld-Krzewski[17]
- Franciszek Maguza[18]
- Stefan Miler[19]
- Adam Miłobęcki[2]
- Piotr Olewiński[2]
- Julian Piasecki[20]
- Alfons Piorunowski
- Stefan Polkowski[2]
- Adam Przybylski
- Stanisław Rewoliński
- Wacław Sąchocki[21]
- Wacław Stanilewicz
- Stanisław Steczyński[1]
- Ludwik Strynkiewicz[18]
- Franciszek Strynkiewicz[18]
- Wacław Szpadkowski[22]
- Stefan Szwedowski
- Aleksander Mikołaj Tomaszewski (dowódca kompanii)[7]
- Ignacy Wądołkowski (oddelegowany później do pracy w tajnej POW)
- Jerzy Wądołkowski[2]
- Karol Wądołkowski (dowódca kompanii)
- Edward Wilczyński
- Jan Stefan Witkowski
- Stanisław Wolski
- Stanisław Zapałowicz[23]
- Aleksander Zawadzki[24]
- Wacław Zawadzki[25]
- Dezyderiusz Zawistowski
- Bronisław Ziemięcki[26]
- Tadeusz Józef Żuliński

Wielu harcerzy zgłosiło się do Batalionu, jednak nie zostało przyjętych ze względu na wiek. Ponadto Józef Piłsudski oddelegował kilku żołnierzy Batalionu do innych zadań (np. Aleksandra Graffa – do kontynuowania zadań polityki niepodległościowej, Stanisława Rewolińskiego – do organizacji ruchu harcerskiego).

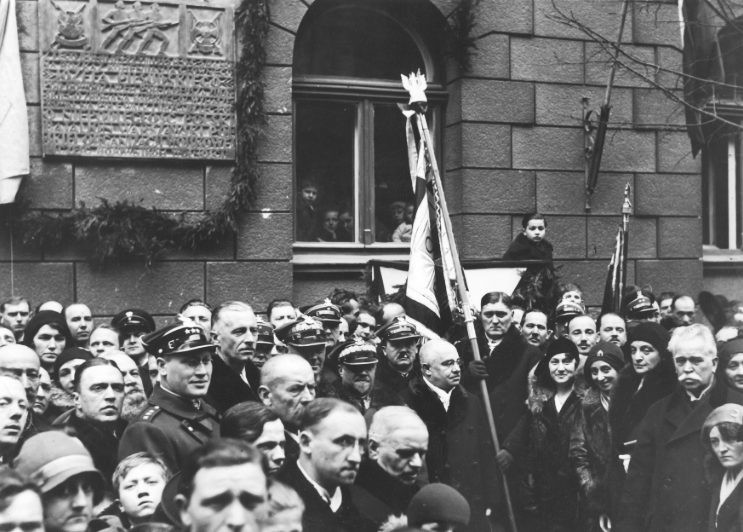
Uroczystość odsłonięcia tablicy pamiątkowej na pamiątkę wymarszu Batalionu Warszawskiego. Widoczni m.in.: Aleksandra Piłsudska (3. z prawej), chorąży Kusiński (trzyma sztandar), minister pracy i opieki społecznej Stefan Hubicki (w płaszczu i okularach stoi obok chorążego Kusińskiego), prezes NIK wojewoda białostocki Marian Zyndram-Kościałkowski (stoi na lewo za A. Piłsudską), prezes NIK generał Jakub Krzemieński (stoi obok S. Hubickiego), marszałek Senatu Władysław Raczkiewicz (stoi z lewej najwyższy), poseł Bogusław Miedziński, generał Edward Śmigły-Rydz (stoi obok gen. J. Krzemieńskiego), dyrektor Wacław Jędrzejewicz. 15 marca 1931 roku

## Upamiętnienie
- 22 sierpnia jako data wymarszu Batalionu Warszawskiego była uroczyście obchodzona w II Rzeczypospolitej. Na dwudziestolecie wymarszu Warszawa była udekorowana flagami[3].
- Na elewacji (od strony ul. Żurawiej) budynku Urzędu Dzielnicy Śródmieście m.st. Warszawy przy ul. Nowogrodzkiej 43 znajduje się tablica pamiątkowa o treści: Z tego domu dn. 22 VIII 1915 r. o g. 5 rano na rozkaz Komendanta Głównego Józefa Piłsudskiego pod dowództwem por. Tadeusza Żulińskiego (Romana Barskiego) wymaszerował na pole walk I Brygady Leg. Pol. o niepodległość Polski Bataljon Warszawski Polskiej Organizacji Wojskowej. Cześć Bojownikom Wolności. Tablicę tę odsłonięto w czasie walnego Zjazdu Związku Peowiaków w Warszawie 15 marca 1931 roku.
- 1 września 1935 roku zmieniono nazwę części ulicy Żurawiej na ul. Tadeusza Żulińskiego dla upamiętnienia dowódcy Batalionu i jego wymarszu z ulicy Żurawiej do Legionów[3].
- 1 września 1935 roku odsłonięto na elewacji Pałacu Prezydenckiego (wtedy Prezydium Rady Ministrów) tablicę pamiątkową o treści: W tym miejscu stolicy w dniu 5 sierpnia 1915 roku po raz pierwszy od dnia 8 września 1831 roku stanął jawnie na warcie żołnierz polski z Batalionu Warszawskiego Polskiej Organizacji Wojskowej. Tablica ta została zniszczona w czasie II wojny światowej. 10 listopada 2010 roku prezydent Bronisław Komorowski odsłonił zrekonstruowaną tablicę w tym samym miejscu[28].